# Duosperma fimbriatum
Duosperma fimbriatum är en akantusväxtart som beskrevs av Richard Kenneth Brummitt. Duosperma fimbriatum ingår i släktet Duosperma och familjen akantusväxter. Inga underarter finns listade i Catalogue of Life.